# Il postino
Il postino (Nederlands: De postbode) is een Italiaanse film uit 1994 geregisseerd door Michael Radford. De hoofdrollen worden vertolkt door Massimo Troisi en Philippe Noiret. De film is gebaseerd op De postbode van Neruda van A. Skarmeta.
De film won een Oscar voor beste muziek en de BAFTA Award voor beste buitenlandse film.

## Verhaal
De Italiaanse postbode Mario Ruoppolo woont op het zonnige eilandje Salina waar ook de verbannen Chileense dichter Pablo Neruda terechtkomt. Salina is een van de Eolische eilanden ten noorden van Sicilië. (Een gedeelte van de film is opgenomen op het eilandje Procida in de Golf van Napels.) De eilandbewoners zijn erg enthousiast dat Neruda op hun eiland komt wonen. Het plaatselijke postkantoor wordt overstelpt door brieven bestemd voor Neruda. Mario heeft de eer de brieven persoonlijk te bezorgen. Elke dag fietst hij naar het afgelegen huis van Neruda. Mario merkt op dat de dichter veel brieven krijgt van vrouwen, dus wil hij ook dichter worden en hij vraagt aan Neruda hoe hij dat moet doen. Neruda helpt hem zo de mooie Beatrice Russo te verleiden die een café in het dorp uitbaat.

## Rolverdeling
| Acteur                 | Personage         |
| ---------------------- | ----------------- |
| Massimo Troisi         | Mario Ruoppolo    |
| Philippe Noiret        | Pablo Neruda      |
| Maria Grazia Cucinotta | Beatrice Russo    |
| Renato Scarpa          | Telegraafbediende |
| Linda Moretti          | Donna Rosa        |
| Mariano Rigillo        | Di Cosimo         |
| Anna Bonaiuto          | Matilde           |
| Simona Caparrini       | Elsa Morante      |

## Prijzen
- Oscar
  - Beste muziek (Luis Enríquez Bacalov)
- BAFTA Award
  - Gewonnen: Beste buitenlandse film (Luis Enríquez Bacalov)
  - Gewonnen: Beste regisseur (Michael Radford)
  - Gewonnen: Beste muziek
- Amanda Award
  - Beste buitenlandse film
- Silver Condor
  - Beste buitenlandse film
- Silver Ribbon
  - Beste muziek (Luis Enríquez Bacalov)
- Award of the Japanese Academy
  - Beste buitenlandse film
- Critics Choice Award
  - Gewonnen: Beste buitenlandse film
- David di Donatello
  - Gewonnen: Beste montage (Roberto Perpignani)
- Guild Film Award
  - Gewonnen: Beste buitenlandse film
- Prix Lumières 1997
  - Gewonnen: Beste buitenlandse film

## Trivia
- Massimo Troisi overleed 12 uur na de laatste opnamen aan een hartaanval.